# グスタビア
グスタビア（Gustavia）は、カリブ海は小アンティル諸島にあるフランス領サン・バルテルミー島の中心地である。
グスタビアの町並みはフランス風で、豊かで活気のある港町である。観光が盛んで多数の免税店が建ち並び、観光客向けのショッピング・エリアが立ち並ぶ。
街の名はスウェーデン王グスタフ3世にちなむ。サン・バルテルミー島は1648年以来、フランスが領有し、この地はル・カレナージュ(Le Carénage)の名で故障船舶の避難所となってきたが、スウェーデンが1784年に同島をフランスから買収し、スウェーデン領となった。2年後の1786年、ル・カレナージュはグスタビアと改称され、船舶の避難所から島の中心となる街へと刷新すべく、継続的に開発が進められた。これは1878年に島が再びフランス領となった後も変わらず、現在までグスタビアはサン・バルテルミー島の中心地としての地位を占めている。